# Blue Moon Rendering Tools
Blue Moon Rendering Tools（略称:BMRT）は、最も有名なRenderMan互換のフォトリアリスティックレンダリングシステムであり、NVIDIAのGelatoの先駆けでもあった。BMRTはフリーウェアとして配布された。BMRTはRenderMan interfaceを学ぼうとする学生などに人気があった。また、レイトレーシングなどの、PhotoRealistic RenderManにはない機能があった。Pixarでさえも、PRManがレイトレーシング機能を搭載するまではBMRTを使っていた。Exlunaによると、『バグズライフ』、『スチュアート・リトル』、『ザ・セル』、『インビジブル』、『ウーマン・オン・トップ』などの3Dレンダリングに使用された。
BMRTはLarry Gritzがコーネル大学に在学中に開発された
。彼は1990年代前半にBMRTを開発し、1994年に初めて公開した。そして、それらの機能をPhotoRealistic RenderManに組み込むため、Pixarに雇われた。
BMRTとしての最後のバージョン2.6は2000年11月に公開された。BMRTの後継であるEntropyの最初のバージョン3.0は2001年7月にリリースされた。
2000年にGritzはPixarを去り、Entropyを主要製品とするExlunaという会社を立ち上げた。Entropyは、BMRTをベースとして様々な機能を追加し、最適化されたRenderManレンダラである。2002年にNVIDIAがExlunaとEntropyを買収したことを受け、PixarはGritzとExluna（現在のNVIDIA）を特許侵害・企業秘密の漏洩・著作権の侵害で訴えた。この件はBMRTとEntropyの開発停止で決着した。Gritzと他のExlunaのスタッフはNVIDIAでGelatoレンダラの開発を行っている。